# Jean Shrimpton
Jean Shrimpton, née le 6 novembre 1942 à High Wycombe, est un mannequin britannique. Elle est une figure emblématique du Swinging London et connaît au cours de sa carrière deux événements majeurs : une série de photographies de mode en 1962 pour Vogue avec David Bailey, ainsi qu'une apparition en Australie trois années plus tard qui aura un retentissement important dans les médias. Elle est, durant les années 1960, le mannequin le mieux payé au monde.

## Biographie

### Jeunesse
Jean Rosemary Shrimpton est née en 1942 dans la campagne anglaise. Elle et sa sœur Chrissie grandissent dans une ferme avec des chevaux. Elle fait ses études à l'école St Bernard's (en) à Langley. Âgée de dix-sept ans, elle fait sa première séance photo, pour un montant de 5 livres pour toute la demi-journée. Expérience non concluante, elle poursuit ses études à Londres pour devenir secrétaire, moyen de devenir rapidement indépendante financièrement. Un jour alors qu'elle est sortie de son collège pour acheter à manger, elle est abordée par Cy Endfield qui lui suggère de participer à un casting pour un de ses films, Mysterious Island. Mais le producteur du film refuse sa candidature et lui suggère de devenir model,. Elle rejoint le Collège Lucie Clayton (en), école de mannequinat, où elle commence à travailler comme mannequin pour des catalogues. A l'issue de ses études, elle est photographiée lors de la remise des diplômes et se fait un book ; dès le lendemain, avec une liste d'une trentaine de photographes, elle commence sa carrière, confidentielle au départ, et finit par trouver du travail, entre autres avec John French (en). Sa rencontre avec ce photographe reste primordiale. D'ailleurs l'assistant de John French est alors un débutant nommé David Bailey.

### Débuts
Tout au début des années 1960, elle acquiert, en à peine un an, un statut de star. Elle travaille de plus en plus et apparaît en couverture de magazines de mode tels que Vogue, Harper's Bazaar, Glamour, Elle ou Vanity Fair. Alors qu'elle commence à être connue, elle rencontre de nouveau David Bailey lors d'une séance photos avec Brian Duffy. « Nous avons instantanément été attirés l'un vers l'autre » et « Bailey a fait de moi ce qu'il voulait » dira-t-elle. Il a 33 ans, elle en a 18. Leur liaison dure quatre ans,. 
En 1961, le Vogue britannique commande une série intitulée « Young Idea » à David Bailey, avec le mannequin français Nicole de Lamargé, mais celui-ci impose Jean Shrimpton. Devant le résultat, Vogue demande une seconde série d'images, réalisée à New York l'année suivante,,, ce qui n'est pas dans les habitudes de l'époque. Le magazine n'est d'abord pas convaincu du choix du photographe de mettre en scène Jean Shrimpton, mais celui-ci l'impose avec ce look naturel qu'il lui a fabriqué, ne nécessitant ni coiffure ni maquillage ; les photos de New York plaisent au magazine qui les publie : elles marqueront l'histoire de la photographie de mode,, et propulseront le photographe et son mannequin au rang d’icônes des années 1960,,,,. « Il était impossible de prendre une mauvaise photo d'elle » affirmera le photographe et Jean Shrimpton précisera « je suis devenu son model », « Bailey organisait ma carrière et cela fut une réussite car il savait faire de moi quelque chose d'exclusif ». Pourtant, David Bailey reconnait que leur relation exclusive nuit à la carrière de Shrimpton et il l'encourage à travailler avec d'autres photographes. Ce qu'elle fait alors, posant pour Henry Clarke, Cecil Beaton, Irving Penn, Jeanloup Sieff, Guy Bourdin, William Klein ou encore Norman Parkinson, Saul Leiter et Terry O'Neill.

### Consécration
Diana Vreeland, alors rédactrice en chef du Vogue américain, ira jusqu'à faire apparaître Jean Shrimpton dix-neuf fois en couverture. Par la suite, David Bailley restera crédité comme celui qui a découvert Jean Shrimpton,, façonné son look — ce qu'elle reconnait elle-même — et qui l'a transformée d'une « fille de la campagne » en une icône désirable,. À 23 ans seulement, Jean Shrimpton publie un livre de ses souvenirs qui rencontre le succès et un reportage documentaire lui est consacré : The Face of the Cover.
En juin 1963, le magazine Glamour la nomme « Mannequin de l'année ». Elle contraste à l'époque avec le look aristocratique des mannequins des années 1950 : « Jean Shrimpton portait avec une aisance de caméléon les modèles les plus divers. ». Elle représente alors le Youthquake (ou mouvement de la jeunesse du Swinging London) dont elle deviendra un symbole,,. Avec son visage fin, ses longs cils, sa frange et surtout ses longues jambes,,, elle est surnommée The Shrimp (la crevette),,, surnom qu'elle n'aime pas : « Les crevettes sont d'horribles choses roses à qui on arrache la tête » dit-elle,.
Jean Shrimpton participe à l'essor de la minijupe popularisée par Mary Quant, : le vêtement va quitter les podiums, défilés et vitrines de magasins pour descendre dans la rue d'où elle vient et devenir le symbole du London look. Dans le British Vogue, Jean Shrimpton écrit en 1964 : « En Grande-Bretagne nous disposons d'un potentiel inégalé. À l'intérieur de ce magazine vous allez découvrir quelques-unes de nos dernières créations. Certaines sont futiles. Toutes sont terriblement excitantes. Et je suis l'une d'elles. »
David Bailley divorce en 1963 puis annonce son mariage avec Jean Shrimpton l'année suivante. Lors d'un voyage à New York, elle se rend compte que sa relation avec Bailey a assez duré. Lorsque le photographe la rejoint, elle fait tout pour l'éviter. Peu après elle rencontre Terence Stamp, ami de David Bailey, et part sur un coup de tête à Los Angeles avec lui. Bien qu'après quelques mois leur relation « brève et insolite » se détèriore, ils restent ensemble durant un temps,,. Ils vivent dans le quartier de Mayfair une relation ennuyeuse, selon Jean Shrimpton. Par la suite, elle est en couple avec le photographe Jordan Kalfus, le poète Heathcote Williams, puis l'écrivain Malcolm Richey.

### Australie
Forme de consécration, elle travaille avec Richard Avedon, alors la star des photographes de mode. Avec lui, elle fait la couverture du Harper's Bazaar en avril 1965 ; le mois suivant, elle est en couverture de Newsweek mais aussi de nombreux magazines tels que Esquire. La British Invasion est à son apogée. Fin octobre 1965, Jean Shrimpton fait sensation à la Melbourne Cup lorsqu'elle arrive, par un jour de forte chaleur, à cette course de chevaux portant une courte robe blanche sans manche s'arrêtant à 10 cm au-dessus des genoux, son costumier n'ayant pas assez de tissu pour confectionner les quatre tenues demandées par le mannequin,. Sans chapeau, collants ou bas, ni gants, avec juste des kitten heels bicolores et arborant une montre d'homme, chose inhabituelle à l'époque. Son apparition dans cet événement mondain déclenche de nombreuses réactions dans les médias mondiaux,. Alors que Londres est la capitale de la mode se permettant toutes les audaces, sa tenue est considérée par certains en Australie comme « insultante ou scandaleuse » ; mais la plupart des femmes du monde vont alors vouloir porter une minijupe. Pour cette tournée de promotion, elle est payée 2 000 £, somme considérable à l'époque. Deux jours plus tard, pour la suite de sa tournée sur l'île, ses sponsors insistent pour qu'elle soit vêtue de façon plus conventionnelle.
Elle est l'image publicitaire des cosmétiques Yardley of London avec lesquels elle a un contrat d'exclusivité de trois ans, elle incarne aussi le rouge à lèvres Revlon à partir de 1965.
En 1966, elle inspire le personnage de Jane dans le film Blow-Up. Puis, elle joue le rôle de Vanessa Ritchie dans le film Privilège. Bien plus tard, sa liaison avec David Bailey donne lieu en 2012 à un téléfilm pour BBC Four intitulé We'll Take Manhattan avec Karen Gillan dans le rôle de Jean Shrimpton.

### Retraite
Jean Shrimpton décide d'arrêter sa carrière en 1969 et se retire au Pays de Galles. Elle reçoit cependant épisodiquement des propositions de mannequinat, mais ne travaille plus qu'exceptionnellement. Dans la première moitié des années 1970, Twiggy l'a remplacée en couverture des magazines. Elle rejette de toutes façons cette vie de célébrité et ouvre un petit commerce d'antiquités,. C'est dans cette boutique qu'elle rencontre Michael Cox, avec qui, enceinte de quatre mois, elle se marie en janvier 1979 dans l'intimité, à Penzance ; ils achètent ensuite un vieil hôtel dans cette même ville des Cornouailles,. Elle écrit son autobiographie dans les années 1990.
Durant sa carrière, Jean Shrimpton est considérée comme le « mannequin le mieux payé au monde »,,,, et le « plus célèbre mannequin »,,, la femme la « plus photographiée au monde », ou encore le « plus joli visage du monde », mais surtout le « visage des années 1960 »,,,, incarnation de la mode anglaise. Elle représente alors « la femme idéale », image d'une génération et d'une époque.
Elle restera catégorisée suivant le terme anglais de « supermodel »,,, entre autres par le Time. Pour résumer cette époque, le British Vogue précise que « Le monde veut soudainement copier la façon dont nous nous habillons. À New York c'est le « London Look ». À Paris c'est « le style anglais ». » Et d'après la presse de l'époque, Jean Shrimpton est la « perfection » qui l'incarne.